# Aranc
Aranc – miejscowość i gmina we Francji, w regionie Owernia-Rodan-Alpy, w departamencie Ain.

## Demografia
Według danych na styczeń 2012 r. gminę zamieszkiwało 319 osób, a gęstość zaludnienia wynosiła 14,7 osób/km².

Populacja Aranc w latach 1962–2008